# Katy Sexton
Pour les articles homonymes, voir Sexton.
Katy Sexton (née le 21 juin 1982 à Portsmouth en Angleterre) est une nageuse britannique spécialiste des épreuves de dos.

## Biographie
À l'âge de 16 ans, Katy Sexton remporte sa première médaille internationale, l'or en 200 mètres dos lors des Jeux du Commonwealth de 1998 de Kuala Lumpur. Présente aux Jeux olympiques de Sydney, elle dispute la finale du relais 4 × 100 mètres 4 nages que la Grande-Bretagne termine en septième position.
L'année 2003 voit Sexton remporter la médaille d'or aux Championnats du monde de Barcelone sur 200 m dos. Aux Jeux olympiques d'Athènes, elle se classe septième sur cette distance.

## Palmarès

### Jeux olympiques
| Épreuve / Édition      | Sydney 2000                             | Athènes 2004                            |
| 100 m dos              | 11e temps des demi-finales 1 min 2 s 35 | 13e temps des demi-finales 1 min 1 s 96 |
| 200 m dos              | -                                       | 7e 2 min 12 s 11                        |
| 4 × 100 mètres 4 nages | 7e 4 min 7 s 61                         | Disqualification en finale              |

### Championnats du monde

#### En grand bassin
- Championnats du monde 2003 à Barcelone ( Espagne) :
  -  Médaille d'or du 200 m dos.
  -  Médaille d'argent du 100 m dos.

### Championnats d'Europe

#### En grand bassin
- Championnats d'Europe 1999 à Istanbul ( Turquie) :
  -  Médaille de bronze au titre du relais 4 × 100 mètres 4 nages.

#### En petit bassin
- Championnats d'Europe 1999 à Lisbonne ( Portugal) :
  -  Médaille de bronze au titre du relais 4 × 50 mètres 4 nages.
- Championnats d'Europe 2000 à Valence ( Espagne) :
  -  Médaille d'argent du 100 m dos.

### Jeux du Commonwealth
Lors des Jeux du Commonwealth, Katy Sexton représente l'Angleterre.
- Jeux du Commonwealth de 1998 à Kuala Lumpur ( Malaisie) :
  -  Médaille d'or du 200 m dos.
- Jeux du Commonwealth de 2002 à Manchester ( Angleterre) :
  -  Médaille de bronze du 200 m dos.

## Records

### Records personnels
Ces tableaux détaillent les records personnels de Katy Sexton en grand et petit bassin.
| Épreuve   | Temps        | Compétition                            | Lieu                   | Date            |
| 100 m dos | 1 min 0 s 49 | Championnats de Grande-Bretagne 2003   | Sheffield, Royaume-Uni | 19 mars 2003    |
| 200 m dos | 2 min 8 s 74 | Championnats du monde de natation 2003 | Barcelone, Espagne     | 26 juillet 2003 |

| Épreuve   | Temps        | Compétition                                            | Lieu                   | Date             |
| 100 m dos | 58 s 99      | Championnats d'Europe de natation en petit bassin 2007 | Debrecen, Hongrie      | 14 décembre 2007 |
| 200 m dos | 2 min 7 s 81 | Championnats de Grande-Bretagne 2003                   | Stockport, Royaume-Uni | 14 août 2003     |